# Ophiuchus lineatus
Ophiuchus lineatus är en insektsart som beskrevs av Evans 1973. Ophiuchus lineatus ingår i släktet Ophiuchus och familjen dvärgstritar. Inga underarter finns listade i Catalogue of Life.